# Thomas Touchet-Jesson
Thomas Percy Henry Touchet-Jesson (Herefordshire, 15 de septiembre de 1913 - Granada, 3 de julio de 1963), 23.º Barón Audley y miembro de la Orden del Imperio Británico.
Hijo de Thomas Touchet Tuchet-Jesson y Annie Rosina Hammacott-Osler. Estudió en el Lancing College, en el sur de Inglaterra. Se casó dos veces, inicialmente con June Isabel de Trafford, de soltera Chaplin, hija del teniente coronel Reginald Chaplin, de quien se divorció en 1957. Su segundo matrimonio, el 26 de abril de 1962, fue con Sarah Churchill, hija del ex primer ministro Winston Churchill y su esposa Clementine.
Heredó el título de 23.º Barón Audley el 27 de mayo de 1942 por escrito, sucediendo a su prima segunda Mary Thicknesse-Touchet, 22.ª Baronesa Audley, tras su muerte. Al morir sin descendencia, el 3 de julio de 1963, el título pasó a su hermana Rosina (1911-1973).
Murió durante una excursión en Granada, España, y fue enterrado en el Cementerio Inglés de Málaga.